# Gucci Gang
"Gucci Gang" é uma canção do rapper norte-americano Lil Pump. Produzido por Bighead e co-produzido por Gnealz, é o quinto single de seu álbum de estreia, Lil Pump. A canção foi lançada originalmente no SoundCloud do artista, em 27 de agosto de 2017, e só foi disponibilizada nas plataformas digitais em 30 de agosto, pelas gravadoras Tha Lights Global e Warner Records. É o single de maior sucesso de Lil Pump até hoje na Billboard Hot 100, alcançando a terceira posição da parada musical americana. Recebeu certificado de platina cinco vezes pela Recording Industry Association of America.

## Videoclipe
Em 20 de outubro de 2017, Lil Pump postou um teaser de 44 segundos do videoclipe da canção em sua página do Twitter, pedindo para que os fãs dessem retweet no post caso quisessem o lançamento do clipe. Pump lançou o vídeo três dias depois em seu canal no YouTube. Em 26 de dezembro de 2019, o videoclipe atingiu a marca de 1 bilhão de visualizações, sendo o vídeo com restrição de idade mais visto até hoje na plataforma.

## Desempenho
| Chart (2017)                                   | Posição |
| ---------------------------------------------- | ------- |
| Austrália (ARIA)                               | 18      |
| Áustria (Ö3 Austria Top 75)                    | 30      |
| Bélgica (Ultratop 50 de Flandres)              | 43      |
| Bélgica (Ultratop 50 da Valônia)               | 34      |
| Canadá (Canadian Hot 100)                      | 3       |
| República Checa (Singles Digitál Top 100)      | 13      |
| Dinamarca (Tracklisten)                        | 24      |
| Finlândia (Suomen virallinen lista)            | 14      |
| França (SNEP)                                  | 72      |
| O campo songid é OBRIGATÓRIO PARA PARADA ALEMÃ | 35      |
| Hungria (Stream Top 40)                        | 11      |
| Irlanda (IRMA)                                 | 31      |
| Itália (FIMI)                                  | 24      |
| Países Baixos (Single Top 100)                 | 27      |
| Nova Zelândia (Recorded Music NZ)              | 15      |
| Noruega (VG-lista)                             | 20      |
| Portugal (AFP)                                 | 10      |
| Escócia (Scottish Singles Chart)               | 61      |
| Eslováquia (Singles Digitál Top 100)           | 11      |
| Espanha (PROMUSICAE)                           | 72      |
| Suécia (Sverigetopplistan)                     | 19      |
| Suíça (Schweizer Hitparade)                    | 25      |
| Reino Unido (UK Singles Chart)                 | 27      |
| Estados Unidos (Billboard Hot 100)             | 3       |
| Estados Unidos (Billboard R&B/Hip-Hop Songs)   | 2       |
| Estados Unidos (Billboard Rhythmic)            | 17      |

## Certificações
| País (Empresa) | Certificação | Vendas |
| -------------- | ------------ | ------ |
| Itália (FIMI)  | Ouro         | 25.000 |